# Palais Inzaghi (Bischofplatz)

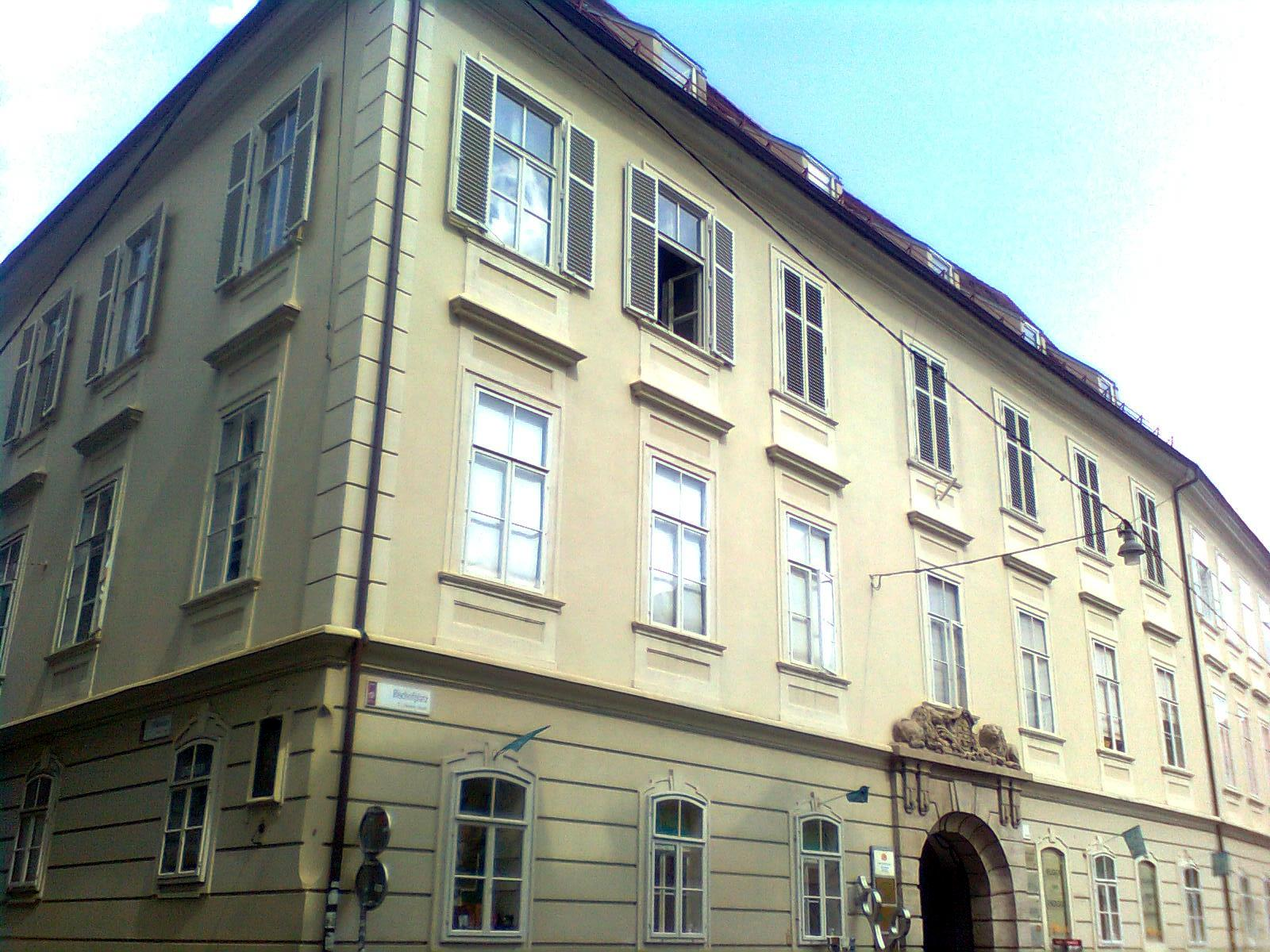
Palais Inzaghi

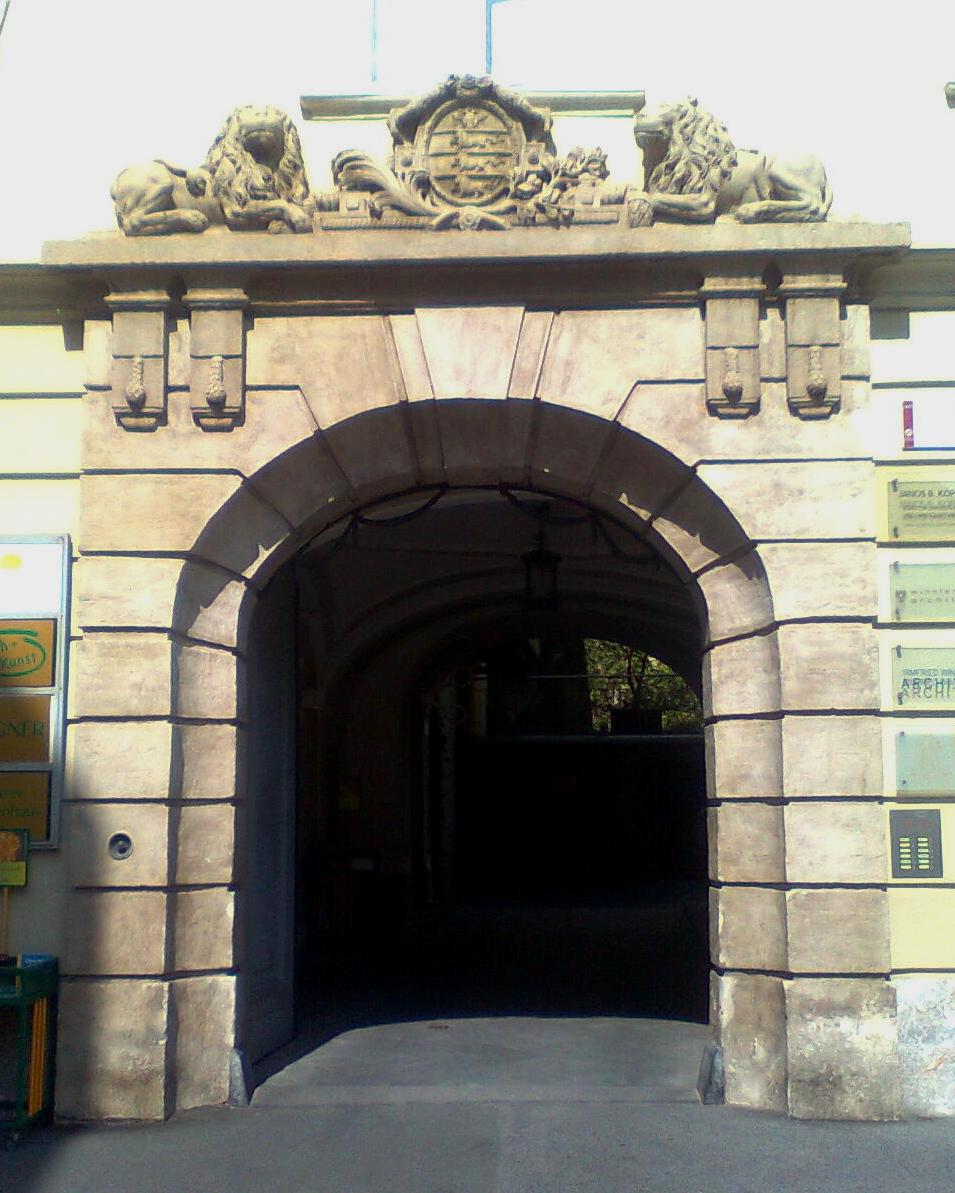
Portal

Das Palais Inzaghi ist ein ehemaliges Grazer Stadtpalais. Es befindet sich an der Ecke Bischofplatz und Bindergasse im ersten Stadtbezirk Innere Stadt. Insgesamt gibt es in Graz drei Palais, die der Familie Inzaghi gehörten. Die beiden anderen stehen in der Bürgergasse und am Mehlplatz.

## Geschichte
Ursprünglich befanden sich am heutigen Standort des Palais zwei Häuser. Zwischen 1750 und 1775 erwarb der oberste Grazer Theaterdirektor Graf Franz Anton Inzaghi das Eckhaus, das sich seit 1576 im Besitz der Grafen von Stubenberg befand. Für die Umbauarbeiten war der Baumeister Joseph Hueber verantwortlich. Im Jahr 1798 wurde schließlich das Nachbarhaus, das kleinere der beiden, vom Grafen Johann Nepomuk Inzaghi gekauft. Das Palais ging im 19. Jahrhundert in den Besitz der Familie Attems über.
Erst 1861 ließ Graf Friedrich Attems das kleinere Gebäude abbrechen und einen Neubau in das bestehende Palais integrieren. Die geplante historistische Fassadengestaltung des Architekten Joseph Mixner wurde vom Grazer Bauamt, das eine Angleichung der Fassaden vorschrieb, unterbunden. Seit dem 19. Jahrhundert befand sich in den Räumlichkeiten der Sitz des k.k. Militärplatzkommandos, und 1913 eröffnete ein katholischer Verein ein Speisehaus ohne Alkoholausschank sowie das Tabakamt. Bei einem schweren Bombentreffer am 1. November 1944 wurde der rechte Seitenteil des Palais schwer beschädigt. Durch einen Bombeneinschlag im Innenhof der damaligen Regierungsoberkaserne, die sich in diesen Räumen befand, musste 1948 der stark beschädigte Hofflügel abgebrochen werden. Nach der Generalsanierung durch den Grafen Edmund Attems im Jahr 1952 wurden die Räumlichkeiten des Palais größtenteils an Firmen vermietet.

## Architektur und Gestaltung
Das Palais besitzt einen hakenförmigen Baukörper mit drei Geschoßen, einer geknickten Schauseite und einer josephinisch-klassizistischen Fassade. Am Nord-Flügel befindet sich ein Stuckrahmen mit dem Mariazeller Gnadenbild. Über dem rustizierenden Rundbogen-Steinportal mit Torflügeln und einem schmiedeeisernen Oberlichtgitter ist ein Sandstein-Wappenrelief der Familie Inzaghi, das von zwei Löwen flankiert wird, angebracht. Es ist in der Art des Johannes Pieringer gestaltet und entstand um 1775/80.
Im zweiten Obergeschoß befindet sich die Beletage, die über ein zweiarmiges Treppenhaus mit einem Schmiedeeisengeländer zu erreichen ist. An den Wänden der Treppe sind Stuckdekorationen erhalten, der Deckenstuck wurde 1952 entfernt. Die Stuckverzierungen in den Repräsentationsräumen sind dem Rokoko zuzuordnen.